# Le collegiali
Le collegiali (Les Collégiennes) è un film commedia-drammatico del 1956 diretto da André Hunebelle.

## Trama
Catherine è una giovane collegiale e viene narrata la sua vita e le sue relazioni all'interno della scuola.

## Produzione
Rappresenta il debutto cinematografico di Catherine Deneuve in un ruolo minore.